# Lugosi
A Lugosi régi magyar családnév, amely a származási helyre utalhat: Lugos (Románia, korábban Krassó-Szörény vármegye), Alsólugos (Románia, korábban Bihar vármegye), Nyírlugos (Szabolcs-Szatmár-Bereg vármegye).

## Híres Lugosi nevű személyek
Lugosi
- Lugosi Béla (1882–1956) színész
- Lugosi Döme (1888–1945) magyar író, színháztörténész
- Lugosi László (1951–2015) gitáros (Beatrice), dalszerző, asztalos
- Lugosi László (1953) Lugosi Lugo László, fényképész, művészeti szakíró

Lugossy
- Lugossy József (1812–1884) magyar nyelvész, orientalista
- Lugossy Gyula (1939) magyar író
- Lugossy László (1939) Balázs Béla-díjas filmrendező
- Lugossy László FeLugossy László (1947) festő, performer, színész, rendező, író, forgatókönyvíró, énekes születési neve (álneve: Batu Kármen)
- Lugossy Mária (1950–2012) magyar ötvös-, szobrász-, üvegtervező-, éremművész